# 에라역
에라역(일본어: 恵良駅)은 일본 오이타현 구스군 고코노에정에 위치한 규슈 여객철도 규다이 본선의 철도역이다. 상대식 승강장 2면 2선의 구조를 갖춘 지상역이다.

## 이용 현황
| 승차 인원 추이 | 승차 인원 추이    |
| 연도           | 1일 평균 이용객수 |
| -------------- | ----------------- |
| 2000           | 70                |
| 2001           | 76                |
| 2002           | 65                |
| 2003           | 60                |
| 2004           | 54                |
| 2005           | 53                |
| 2006           | 39                |
| 2007           | 44                |
| 2008           | 41                |
| 2009           | 38                |
| 2010           | 32                |
| 2011           | 40                |

## 역 주변
- 야쓰시카 주조 본사

## 역사
- 1929년 12월 15일 : 일본 철도성(일본국유철도)의 역으로서 개업.
- 1937년 6월 27일 : 미야노하루 선의 이 역 - 호센지 간이 개업, 분기역이 된다.
- 1943년 9월 1일 : 미야노하루 선의 이 역 - 호센지 간이 불요 부급노선으로서 휴지된다.
- 1948년 4월 1일 : 미야노하루 선의 이 역 - 호센지 간의 영업이 재개된다.
- 1984년 12월 1일 : 미야노하루 선 폐지.
- 1987년 4월 1일 : 일본국유철도 분할 민영화에 의해, 규슈 여객철도가 승계.
- 2014년 1월 18일 : 인접의 건물로부터 화재가 발생해, 정연에 의한 역사 소실.

## 인접 역
| 규다이 본선          | 규다이 본선   | 규다이 본선        |
| -------------------- | ------------- | ------------------ |
| 분고모리 구루메 방면 | ■ 규다이 본선 | 히키지 오이타 방면 |